# Collinsia violacea
Collinsia violacea är en grobladsväxtart som beskrevs av Thomas Nuttall. Collinsia violacea ingår i släktet collinsior, och familjen grobladsväxter. Inga underarter finns listade i Catalogue of Life.